# Croce Rossa del Gambia

il simbolo della Croce Rossa

La Croce Rossa del Gambia è la società nazionale di Croce Rossa della Repubblica del Gambia, stato dell'Africa centrale. La Società conta circa 2500 tra membri e volontari (nel 2001).

## Denominazione ufficiale
- Gambia Red Cross Society (abbreviato GRCS), ovvero "Società della Croce Rossa del Gambia" in lingua inglese, idioma ufficiale del Gambia.

## Storia
Il Gambia è stato colonia britannica fino al 18 febbraio del 1965, giorno in cui ottenne ufficialmente l'indipendenza dal Regno Unito. Nel 1966 la Società della Croce Rossa del Gambia diventa indipendente da quella britannica, solo nel 1974 viene riconosciuta come tale dal CICR e nel 1975 aderisce alla Federazione internazionale delle società di Croce Rossa e Mezzaluna Rossa.

## Suddivisioni
La struttura territoriale della GRCS, come in molti altri paesi, corrisponde con la suddivisione amministrativa dello Stato: la Società possiede infatti sette sezioni regionali, la cui competenza territoriale coincide con i territori delle altrettanti regioni amministrative del Gambia.

## Organizzazione
La sede principale si trova nella capitale Banjul. Gli organi direttivi della Croce Rossa gambiana sono l'Assemblea Generale, che si riunisce ogni tre anni, ed il Comitato Centrale. Il Presidente della Repubblica è il patrono della Società Nazionale. Nel 2001 è stato istituito un dipartimento per la gestione dei volontari. Come in molte altre Società nazionali, questi sono stati suddivisi in due componenti: una giovanile ed una per i volontari adulti.

## Risorse umane
I circa 2500 membri della Società possono essere volontari, sostenitori o onorari. Circa L'80% dei volontari attivi sono giovani. La Società impiega 33 dipendenti.

## Attività

### Protezione civile
La Croce Rossa del Gambia fornisce assistenza alle vittime dei disastri naturali e ai rifugiati in fuga dai paesi in guerra.

### Primo soccorso
La GRCS effettua un servizio di ambulanza d'urgenza dal 1999 grazie agli aiuti economici della BRK, ovvero la sezione Bavarese della Croce Rossa Tedesca. È in corso di sviluppo un servizio di salvataggio in acqua, a causa dell'elevato numero di incidenti in mare.

### Salute
La Croce Rossa del Gambia svolge corsi di formazione ed educazione alla prevenzione di malattie come l'AIDS/HIV e altre diffuse la malaria, grazie al supporto della Croce Rossa spagnola e della Federazione. È inoltre uno dei membri del Rome Consensus per la lotta alla tossicodipendenza.

### Raccolta fondi
La Società cerca di incrementare i fondi a disposizione attraverso attività come la vendita di vestiti usati, il noleggio di sedie a ruote e la raccolta di donazioni presso hotel e aeroporti.

### Gioventù
La Società organizza, per i membri della componente giovanile, programmi di visita-scambio con le società nazionali di Croce Rossa del Ghana, della Guinea, Guinea-Bissau e Senegal.

### Informazione
La Croce Rossa del Gambia tiene programmi di educazione di Diritto internazionale umanitario presso le forze armate e le forze di polizia, le scuole e gli enti governativi. Inoltre cura la diffusione dei principi del Movimento attraverso la stampa e programmi radiofonici.